# Jan Harlender
Jan Harlender (ur. 3 grudnia 1887 w Jarosławiu, zm. 1939 w Jarosławiu) – prawnik, sekretarz zarządu miasta Jarosławia.

## Życiorys
Urodził się w 1887 w Jarosławiu, w rodzinie mieszczańskiej. Syn Franciszka i Anny z Giletów. Po ukończeniu gimnazjum studiował prawo na Uniwersytecie Lwowskim. W 1915 ożenił się z Walerią Irla. W latach 1916–1921 odbywał służbę wojskową przy sądzie wojskowym. Szeregi wojska opuścił w stopniu porucznika. Działacz Towarzystwa Szkoły Ludowej (TSL), członek ,,Zarzewia” i drużyn strzeleckich. W latach 1921–1923 i 1924–1939 pełnił funkcję sekretarza Magistratu i Rady Miejskiej. Po powstaniu muzeum 13 grudnia 1925, jako jego dyrektor, dokonał wszelkich starań dla powiększenia jego skromnych początkowo zbiorów. Był (w 1935) jednym z trzech założycieli Stowarzyszenia Miłośników Dawnego Jarosławia, którego został pierwszym sekretarzem. Był też inicjatorem powstania biblioteki miejskiej. Tworzył też prasę lokalną. Odznaczony został Medalem Niepodległości. Przed II wojną światową przy pomocy Kazimierza Gottfrieda w obawie o losy archiwum przeniósł je do piwnic klasztoru o.o. reformatów; zbiory zmagazynowano w Sali lustrzanej.
Zmarł na atak serca 8 września 1939 w Jarosławiu. Autor prac o historii Jarosławia.